# MilkyWay
MilkyWay (ミルキィウェイ Mirukii Wei?) es un grupo ídolo de música pop japonés de Hello! Project, integrado por la miembro de la séptima generación de Morning Musume Koharu Kusumi y por las miembros de Hello Pro Egg, Yuu Kikkawa y Sayaka Kitahara.
La unidad principalmente fue hecha por el anime Kirarin Revolution donde las miembros prestaron sus voces a los personajes de la serie. El primer sencillo de la agrupación fue "Anataboshi", lanzado el 30 de abril de 2008 y alcanzó el puesto número tres (#3) en las listas semanales de Oricon.

## Historia

### 2008
En marzo, la formación de MilkyWay fue anunciada con la intención de grabar las canciones del grupo que se utilizará para los temas musicales de apertura y cierre de la serie de anime Kirarin Revolution con la que Hello! Project tenía muchos vínculos a través del miembro de Morning Musume Koharu Kusumi, quien presta su voz al personaje principal de la serie. Los miembros del grupo fueron escogidos debido al hecho de que las tres niñas prestaron sus voces a los personajes de la serie que se había unido recientemente para formar un grupo llamado MilkyWay.
A diferencia de Kira Pika que se formó también para promover el anime e interpretar canciones de apertura y final de la serie, MilkyWay demostró no ser una unidad oneshot por el lanzamiento de un segundo sencillo en el mismo año en que se lanzó el primero.
Su sencillo debut, fue "Anataboshi", publicado el 30 de abril de 2008, que alcanzó el puesto #3 en las listas semanales de Oricon, mientras que su segundo sencillo "Tan Tan Taan!" fue lanzado el 29 de octubre de 2008 y alcanzó el puesto #8.

### 2009
En marzo de 2009, el anime Kirarin Revolution terminó. Más tarde en el mes de mayo, MilkyWay y SHIPS llevaron a cabo un concierto para el final de Kirarin Revolution, cantando todos sus éxitos. El dúo Kira Pika también fue presentado en el concierto. Allí, todos los grupos de Kirarin Revolution fueron disueltos.

## Discografía

### Sencillos
| # | Título                              | Fecha de lanzamiento | Ventas 1ª semana | Ventas totales | Posición en las tablas de popularidad de Oricon Japón |
| - | ----------------------------------- | -------------------- | ---------------- | -------------- | ----------------------------------------------------- |
| 1 | "Anataboshi" (アナタボシ?)          | 2008-04-30           | 27 285           | 60 000         | #3                                                    |
| 2 | "Tan Tan Taan!" (タンタンターン！?) | 2008-10-29           | 16 667           | 32 000         | #8                                                    |

## Apariciones

### Televisión
- Oha Star (2008-2009)